# Estación de Vila Nova da Baronia
La Estación Ferroviária de Vila Nova da Baronia, originalmente denominada Estación de Villa Nova, es una plataforma de ferrocarriles de la Línea del Alentejo, que sirve a la localidad de Vila Nova da Baronia, en el ayuntamiento de Alvito, en Portugal.

## Descripción

### Vías y plataformas
En enero de 2011, presentaba dos vías de circulación, ambas con 541 metros de longitud; las plataformas tenían 44 y 107 metros de extensión, y 40 y 25 centímetros de altura.

### Localización y accesos
La estación se encuentra junto a la Avenida de la Estación Ferroviaria, en la localidad de Vila Nova da Baronia.

## Historia

### Inauguración
Esta plataforma se encuentra en el tramo entre Vendas Novas y Beja de la Línea del Alentejo, que abrió el 15 de febrero de 1864.

### SigloXXI
Los servicios ferroviarios en este tramo de la Línea del Alentejo fueron suspendidos el 10 de mayo de 2010, para llevarse a cabo obras de remodelación, por la Red Ferroviaria Nacional; la circulación fue retomada el 23 de julio de 2011.